# Literatura txeca
Literatura txeca és la literatura feta a Txèquia en txec, una llengua indoeuropea del grup eslau, principalment als territoris històrics de Bohèmia, Moràvia i la part de parla txeca de Silèsia, (actualment part de la República Txeca, antigament Txecoslovàquia). En aquests territoris també es va escriure en antic eslau eclesiàstic, llatí i alemany, generalment en època primitiva. Autors moderns txecs que van escriure en altres idiomes, per exemple en alemany, es consideren de manera separada i els seus escrits van existir habitualment en paral·lel amb la literatura en txec, no interaccionant. Per exemple, Franz Kafka, que va escriure en alemany, tendeix a incloure's en la literatura alemanya o en la d'Àustria, a pesar que va viure tota la seva vida a Bohèmia.

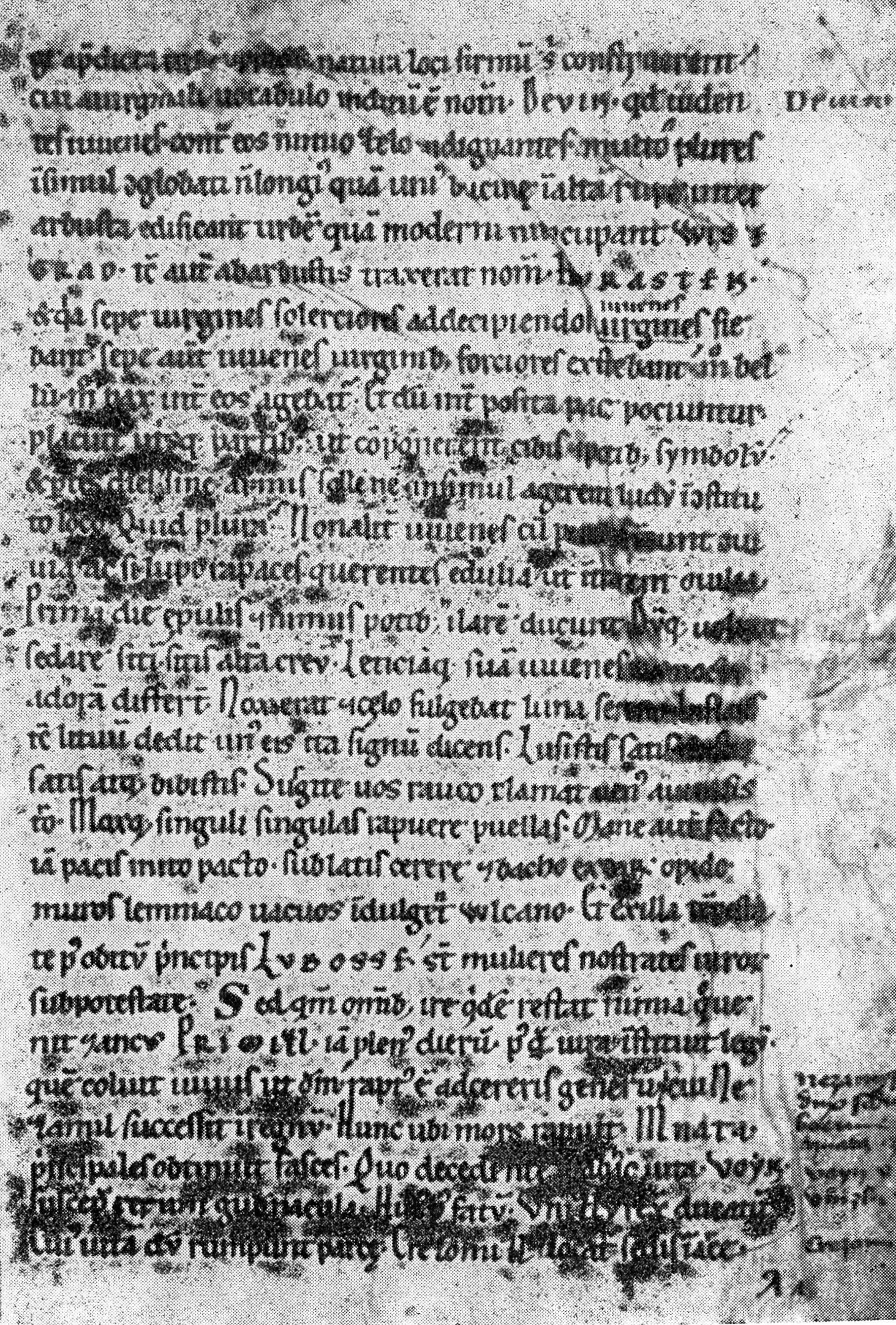
Fragment de la crònica de Cosmas

La literatura en txec està dividida en diversos períodes temporals: l'edat mitjana; el període husita; els anys de la recatolització i el Barroc; la Il·lustració i el despertar txec del segle xix; les avantguardes del període d'entreguerres; els anys del Comunisme i de la Primavera de Praga; i finalment el període postcomunista de la República Txeca. La literatura i cultura txeca ha tingut un paper principal en les dues últimes ocasions en les quals la societat txeca va viure sota l'opressió i les activitats polítiques no eren possibles. En ambdues ocasions, a principis del segle xix i de nou en la dècada de 1960, els txecs van emprar els seus esforços literaris i culturals per crear una llibertat política i establir una nació segura i políticament conscient.

## Orígens
La literatura a terres txeques s'origina al segle viii, en el regne de la Gran Moràvia. Els sants Ciril i Metodi, enviats per l'emperador romà d'Orient Miquel III per completar la cristianització de l'imperi, van crear el primer llenguatge eslau escrit, l'antic eslau eclesiàstic o eslavó, escrit en alfabet glagolític. Les seves transcripcions de la litúrgia llatina a l'eslavó són els primers testimoniatges literaris en terres txeques.
Després del col·lapse de la Gran Moràvia a la fi del segle ix, l'orientació cultural de les terres bohèmies es va desplaçar de l'Imperi Romà d'Orient cap a Roma. Se sap molt poc del desenvolupament literari als dos segles següents —existeixen fragments d'obres, com als manuscrits de Grünberg (s. VIII-IX) i de Königinhof (s. XIII-XIV), però moltes han de ser inferides de cites en altres obres. A la fi del segle IX va tenir lloc la victòria definitiva del llatí enfront de l'eslavó com a llengua oficial de la litúrgia i la cultura a Moràvia i Bohèmia, i l'aliança cultural es va desplaçar d'orient a occident. La Llegenda de Cristian, escrita en vers en llatí, de la segona meitat del segle X i que descriu les vides dels sants Ludmila i Venceslau, és l'obra més important que ha sobreviscut; encara que la seva autenticitat és disputada. Del segle VIII i IX daten les primeres mostres de literatura txeca, com els texts Hospodine, pomiluj my (Senyor tingueu pietat) i Svaty y Vaclave (Cant a Sant Venceslau).

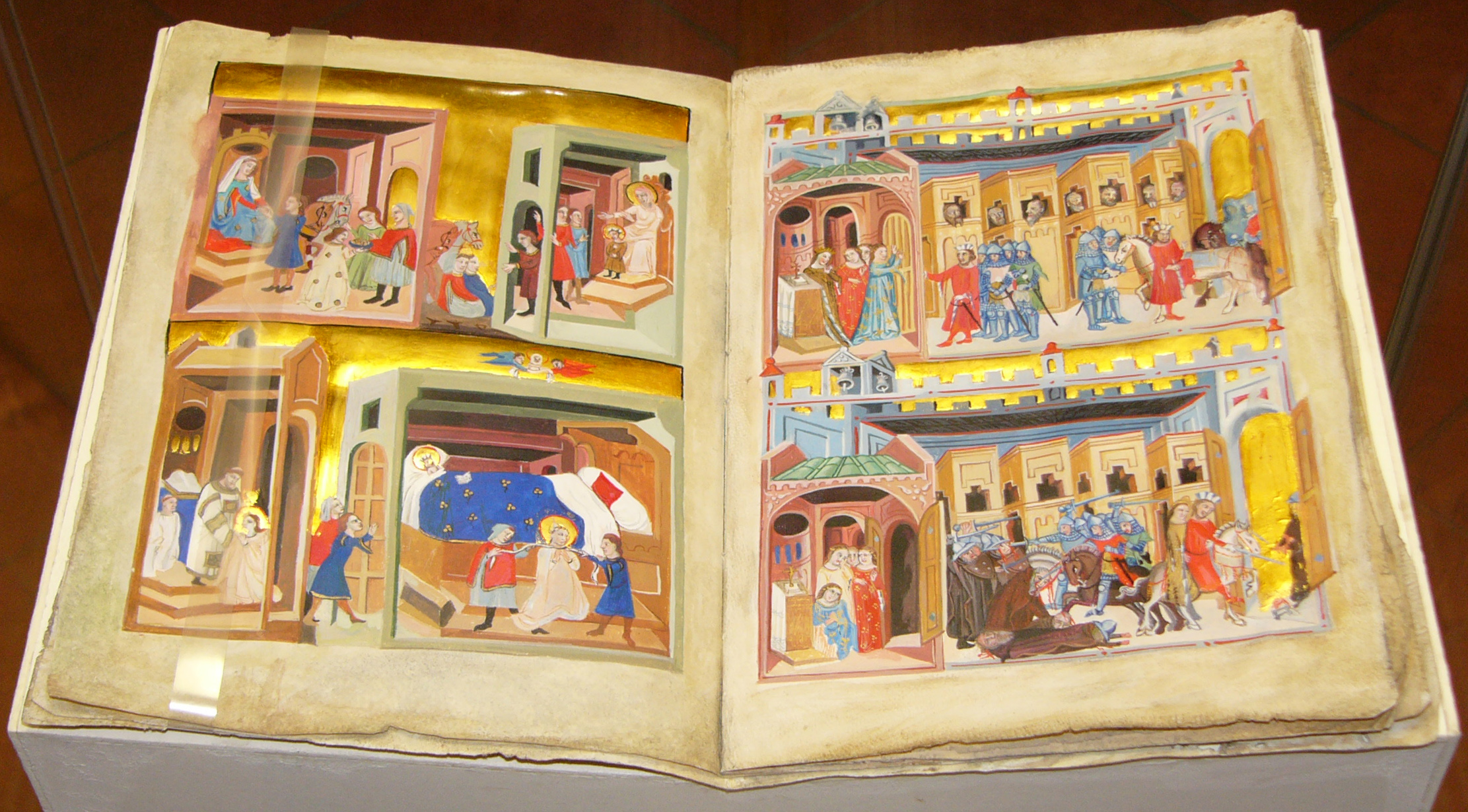
Crònica de Dalimil

En la Bohèmia dels Přemyslides del segle xii i principis del XIII, totes les obres literàries conservades van ser escrites en llatí. La majoria d'elles són cròniques històriques i hagiografia. Les hagiografies bohèmies se centren exclusivament en els sants locals (Ludmila i Venceslau, Procopi, Cirili i Metodi i Adalbert), encara que nombroses llegendes de sants bohemis van ser escrites per autors estrangers. Les cròniques més importants del període van ser la Chronica Boemorum («Crònica bohèmia») de Cosmas de Praga (1045-1125), encara que el relat tracta els temes amb un ull en la política contemporània, intentant legitimitzar a la dinastia regnant. El treball de Cosmas va ser actualitzat i estès per diversos autors posteriors a la fi del segle xii i durant el segle xiii. Altres cròniques destacades foren l'Alexandriada de Valder de Châtillon i el Kniha stareho Pana Roženberga (Llibre del vell senyor de Rosenburg), i la crònica de Pulkawa de Radenin (mort el 1380).
Durant la primera meitat del segle xiii els governants Přemyslides de Bohèmia van expandir la seva influència política i econòmica cap a occident i van entrar en contacte amb els regnes d'Europa Occidental. Aquest intercanvi cultural es va evidenciar en la literatura a través de la introducció de la poesia cortesana alemanya, el Minnesang, a la fi del segle xiii. Després de l'assassinat de Venceslau III de Bohèmia i els subsegüents aixecaments en el regne en 1306, els nobles bohemis es van distanciar de la cultura occidental i van buscar la literatura en llengua pròpia. Al seu pesar, l'alemany va romandre com una llengua literària important en Bohèmia fins al segle xix. Aquesta nova literatura en txec consistia majoritàriament en poesia èpica de dos tipus: la llegenda i l'èpica cavalleresca, contes apòcrifos de la Bíblia, així com llegendes hagiogràfiques de períodes anteriors, com la llegenda anònima Tkadlecek (1314) i el Mastickai (Venedor d'ungüents), del 1394. La prosa també es va desenvolupar per primera vegada en aquest període: texts administratius i instruccions, que van necessitar el desenvolupament d'un vocabulari més extens i especialitzat; el primer diccionari txec-llatí data d'aquesta època. També es van escriure extenses cròniques, de les quals la Crònica de Dalimil i la Chronicon Aulae Regiae (la «Crònica Zbraslav») són els exemples més interessants, i prosa artística (per exemple la Nova rada (Nou Consell) de Smil Flašca z Pardubic i Johannes von Saaz). Les prèdiques de John Wycliffe van influir en Tomás Štitny (1331-1401), autor de Reci besedni (Discursos de vigílies) i Reci nedelni a svatečny (Discursos dominicals i festius), 

## L'era hussita

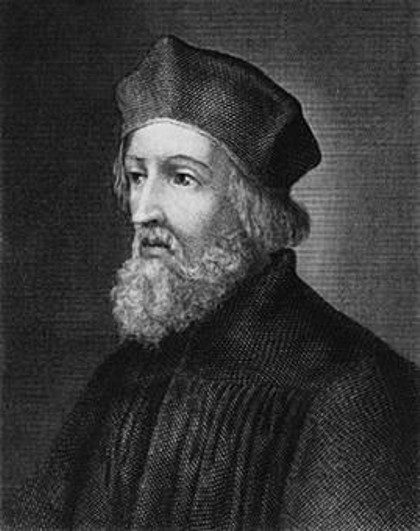
Retrat de Jan Hus.

La revolució hussita del segle xv va crear una ruptura definitiva en l'evolució literària txeca i forma la seva pròpia història dins de la literatura en txec. La fi principal de la literatura era comunicar i convèncer amb una doctrina religiosa específica i la seva forma era generalment la prosa. Els escrits teològics de Jan Huš van aparèixer inicialment a principis del segle xv; inicialment va escriure en llatí, però més tard en txec, i aquesta divisió va romandre en gran part en els períodes posteriors: la poesia i la prosa intel·lectual empraven principalment el llatí, mentre que la prosa popular era escrita en txec o alemany. Els escrits de Hus se centraven en qüestions tècniques i teològiques; no obstant això, va publicar una sèrie de sermons en txec com O sesti bludiech (Els sis errors, 1413), els discursos Dcerka (La filla) i O svatokuperctvi (Sobre la simonia) i va crear regles d'ortografia i gramàtica (De ortographia bohemica, 1406) que s'emprarien com a fonament del txec modern als segles xvii i XVIII.
Només es conserven fragments de les obres literàries dels radicals taborites —en general eren apologies en llatí defensant la doctrina taborita de Mikuláš Biskupec z Pelhřimova i Petr Chelčický (1390-1460), autor de Sit 'viry (Xarxa de fe)-. En general, els escrits hussites difereixen dels anteriors pel seu enfocament de les qüestions socials —la seva audiència consistia en les classes baixes i mitges baixes. També es van escriure obres defensant el catolicisme i atacant als hussites utraquistes, com per exemple les de Jan Rokycana. Durant el període hussita també es va desenvolupar per primera vegada de forma autèntica les cançons religioses en txec, com a substitució als himnes i la litúrgia en llatí, per exemple el Jistebnický kancionál (1420), els himnes de Jistebnice.
Després de l'elecció de Jordi de Podiebrad (Jiří z Poděbrad) al tron txec després de les Guerres Hussites, un nou moviment cultural va entrar en Bohèmia. L'humanisme veia un ideal en l'antiguitat clàssica per a la literatura i la cultura. La característica principal de la literatura d'aquest període és la competició entre catòlics escrivint en llatí, com Bohuslav Hasištejnský i Jan Dubravius, i protestants escrivint en txec, com Viktorin Kornel z Všehrd (1460-1520), humanista i autor de les Constitutiones Regni Bohemiae o O práviechim o sudiech i o dskach zemĕ česki knihy devatery (Nou llibres sobre drets, tribunals i registres dels txecs, 1495-1499), i Václav Hájek. Noves eines literàries van incitar als estudiosos com Veleslavín a construir una estructura gramatical més complexa, basada en el llatí, així com a introduir un influx de préstecs d'altres idiomes. La impremta de Gutenberg va fer que els llibres i pamflets anessin més accessibles, la qual cosa va canviar lentament l'estatus de la literatura en la societat. A finals del segle xv el prerenaixentista Řegoř Hrubi Jelenski o Gelenius (1460-1514), traductor de Petrarca, Ciceró i Erasme de Rotterdam al txec.

## Dels seglesxviixvii

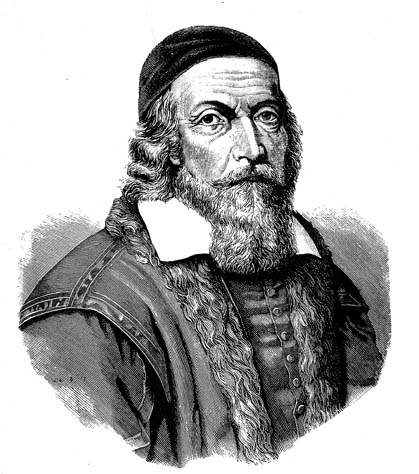
Jan Amos Komenský

Aquesta època coincidí amb el renaixentisme i l'humanisme, que va donar força fruit en txec. Szigmond Jelensky Gelenius (1497-1557), amic d'Erasme, va compondre un Lexicon Simphonum (1537), diccionari txec-llatí-grec-alemany. Endemés, també es publicaren nombroses obres de caràcter jurídic i històric, entre elles els Staré Letopisove Česki (Vells Annals Txecs), del 1378 al 1528, la Kroniké (1539) de Vaclav Hajek (mort el 1553); Kristian Koldin (1530-1589) publicà la Prava metska kralostvi českeho (Lleis municipals txeques); Szigmon Puchow (1520-1584) compongué la Kosmografia Česka i Adam Beseslaum (1545-1599) la Kalendai historicky. Alhora, Jan Blahoslav (1523-1571) va traduir el Nou Testament protestant al Txec i una Grammatika česka (1571). Simon Lemnicky (mort el 1622) escriví Kratke navceni mladimu (Guia per a un jove hoste, 1586) i Jan za Zerotin (fl. 1579-1593) publicaria el mateix any la Bible Kralicka. Vilem Slavata (1572-1652) compondria una Spisovani historicke (1628-1652).
Tanmateix desaparició dels protestants txecs després de la batalla de la Muntanya Blanca va afectar decididament el desenvolupament de la literatura en txec. La recatolització forçosa i germanització de Bohèmia, amb les consegüents confiscacions i expulsions pràcticament van eliminar les classes mitjanes protestants i van dividir la literatura en dues branques: la domèstica catòlica i l'emigrada protestant. A diferència d'altres països europeus de l'època, la noblesa de Bohèmia no era part de l'audiència literària i, per tant, aquesta divisió dels esforços literaris van portar comparativament a una falta de desenvolupament i a un estancament de la literatura barroca txeca, especialment en els gèneres escrits per a les corts aristocràtiques.
El principal autor del Barroc evangèlic txec va ser Jan Amos Komenský (1592-1670), que va passar la seva joventut a Bohèmia, però va ser forçat a l'exili més tard. Va ser un pedagog, teòleg, reformador de l'educació i filòsof; les seves obres inclouen gramàtiques, tractats teòrics sobre l'educació i obres de teologia. Escriví en llatí traduït des del txec el fabulós tractat pedagògic Didactica Magna (1627-1637), i Labyrint svĕta a ráj srdce (Laberint i paradís del món, 1623). Amb la seva mort a principis del segle xviii, la literatura protestant en txec pràcticament va desaparèixer. Les obres barroques d'autors catòlics es divideixen en dos tipus: la poesia religiosa, com la d'Adam Michna, Fridrich Bridel i Václav Jan Rosa i la prosa religiosa (per exemple la prosa homilèctica i les hagiografies), i els relats històrics, com els de Bohuslav Balbín, a més de la Bíblia jesuïta de Sant Venceslau. Pavel Stránský (1583-1657) va publicar una Respublika Bojema (1642). I Thomas Pensina (1629-1680) va publicar una de les últimes obres de qualitat en txec abans de la Il·lustració, la Predchudce Moravopisu (Història de Moràvia, 1663).

## La Il·lustració

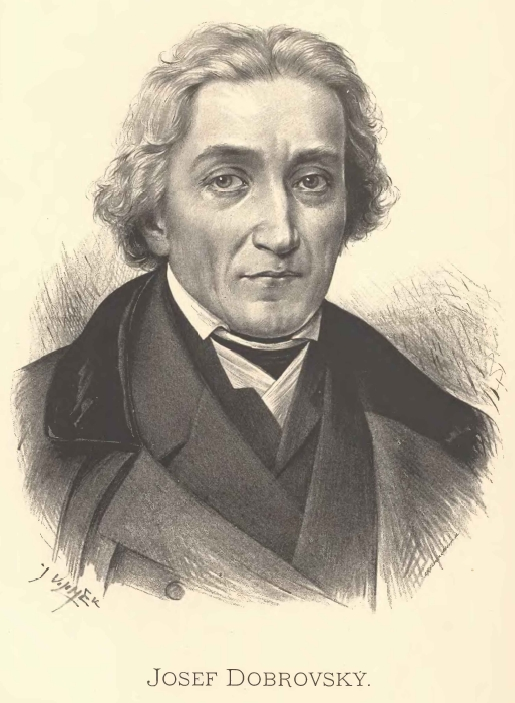
Josef Dobrovský

A la fi del segle xviii, les terres bohèmies van sofrir un important canvi —l'emperador Josep II d'Habsburg va posar fi al sistema feudal i va introduir una nova tolerància religiosa i ideològica. Va aparèixer un Classicisme il·lustrat, que va buscar aplicar els principis racionals de la ciència a tots els aspectes de la vida diària. Una cultura i literatura nacional en la pròpia llengua va començar a ser vist com un requisit a la unificació de la nació. En literatura, això es va traduir en un renovat interès en les novel·les en prosa, com per exemple Matěj Václav Kramerius, en la història txeca i en el desenvolupament històric de la cultura txeca, com Josef Dobrovský, qui recodificà la gramàtica del txec i compongué Scriptores rerum Bohemicarum (1782) i una Geschichte der Böhmischen sprache und ältern literatur (1792). Antonín Jaroslav Puchmayer va desenvolupar de forma sistemàtica l'estil poètic txec. L'audiència literària es va desenvolupar des dels capellans i monjos cap als laics i el públic general, i la literatura va començar a veure's com un vehicle d'expressió artística. No obstant això, Bohèmia i Moràvia romanien sota l'esfera d'influència cultural d'Àustria i Alemanya. Així, la nova literatura nacional va imitar els gènere alemanys i només evolucionaria méś tard cap a un esforç creatiu independent; això va ser especialment cert pel drama, com exemplifica Václav Kliment Klicpera.
Amb la fundació de la Reial Societat Bohèmica de Ciències el 1784, apareixen novament els autors en txec o de temàtica txeca. František Josef Kinský (1739-1805) va publicar el 1775 un clàssic de Bohuslav Balbin (1621-1688), Dissertatio apologetica linguae Slovenicae. František Prochazka (1749-1809) publicà una Biblé Novy (1786) i una Miscel·lània de Literatura de Bohèmia i Moràvia el 1784; Josef Jungmann (1773-1847) va intentar fixar la llengua escrita i elaborà un Diccionari Txec-Alemany (1835) i una Història de la Literatura Txeca (1825) i František Martin Pelčl (1743-1801) va escriure Fundamenta Grammatica Bohemica (1795) i una Nova Kroniká Česka.

## Elseglexix

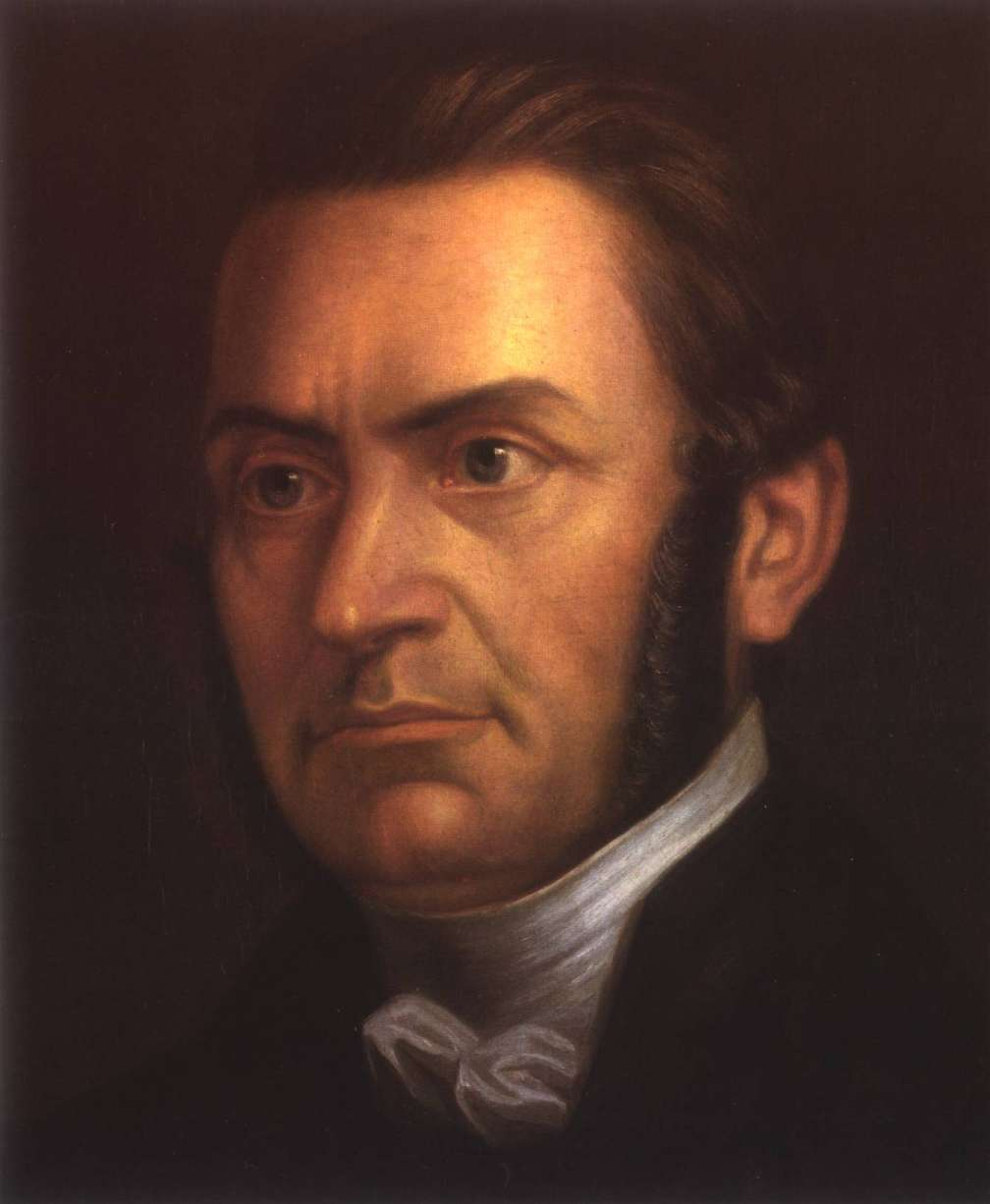
Pavel Jozef Šafárik

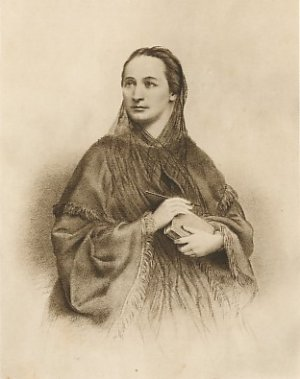
Božena Němcová

El Preromanticisme va formar un pont entre el Classicisme il·lustrat i el Romanticisme —els preromàntics no van abandonar completament l'èmfasi en les formes poètiques derivades de l'antiguitat, però van relaxar l'estricta distinció entre els gèneres i de van allunyar dels gèneres didàctics cap a uns altres més lírics, inspirats en el folklore, com Jan Kollár i František Čelakovský. Durant aquest període va sorgir la idea d'una literatura i una cultura realment nacional, com a rebuig de la visió de Bernard Bozen d'un estat binacional i bicultural txec-alemany. La major figura de l'època és potser Josef Jungmann, que va traduir moltes obres clàssiques de la literatura mundial i va passar les seves vida intentant establir la literatura en txec com una literatura seriosa i rica, capaç d'un gran desenvolupament. František Palacký i Pavel Jozef Šafárik van prendre per sí el desafiament de reexaminar la història txeca. Com a part de l'esforç d'establir un pedigrí per a la literatura i la cultura en txec, els historiadors txecs de l'època van buscar establir proves d'èpiques heroiques durant l'Edat Mitjana. Van voler trobar aquestes proves en els Manuscrits de Dvůr Králové i de Zelená Hora, encara que es va provar posteriorment que eren falsificacions.
Cap a la dècada de 1830, s'havien col·locat els fonaments de la literatura en txec i els autors començaven ara a enfocar-se en els mèrits artístics de les seves obres i menys en el desenvolupament de la idea de la literatura cultura en txec com un tot. Durant el període es van produir principalment dos tipus de literatura: la literatura Biedermeier, que buscava educar als lectors i animar-los a ser lleials a l'Imperi Austrohongarès, com va ser el cas de Karel Jaromír Erben i Božena Němcová, i el Romanticisme, que emfatitzava la llibertat de l'individu i enfocava la subjectivitat i el subconscient, com va ser el cas de Karel Hynek Mácha. Aquests autors generalment publicaven en periòdics o en la revista literària Květy («Flors») publicada per Josef Kajetán Tyl.
L'any 1848 va portar al capdavant a una nova generació d'autors txecs que van seguir els passos de Mácha i van publicar les seves obres en el nou almanac Máj («Maig»), com va ser el cas de Vítězslav Hálek, Karolina Světlá i Jan Neruda. Aquests autors van rebutjar l'estret ideal d'una cultura purament nacional, van afavorir una que incorporava la literatura i txec a la cultura europea i van prendre la seva inspiració del progrés realitzat fora de les terres txeques. No obstant això, el seu treball també comentava la invasió de la industrialització i s'enfocava cada vegada més en la vida simple, oposant-se a l'ideal romàntic lliure de cadenes.
L'Escola de Maig va ser seguida pels neoromàntics, que van continuar la tradició romàntica, però també van incorporar estils més contemporanis: realisme, simbolisme i decadentisme. Es poden distingir tres períodes: el primer va reaccionar a la desil·lusió deguda a la falta de progrés social i polític durant la dècada de 1870, com Václav Šolc; el segon va ser la gran volta a la poesia, especialment a l'èpica, per exemple en Josef Václav Sládek; i el tercer es va concentrar en la prosa, com Alois Jirásek.
En conversa amb els neoromàntics, la següent generació d'autors es va apropar al realisme i al naturalisme, l'ordinari i el banal. Van afavorir temes contemporanis sobre els històrics i van buscar llevar èmfasis a la veu personal de l'autor en comparació del llenguatge sovint colorit dels personatges. D'interès van ser principalment dos temes: l'exploració dels pobles txecs i fins que punt seguien sent oasi de la moralitat, com ho van fer Jan Herben, Karel Václav Rais i Alois Mrštík; i Praga, especialment les classes més baixes, com va ser el cas de les obres de Ignát Herrman i Karel Matěj Čapek Chod.
L'última generació literària del segle xix va assenyalar una decidida ruptura amb el passat i l'adveniment del modernisme —després d'una ona d'optimisme després de la Revolució francesa a principis de segle, la falta de progrés en la realització d'aquests ideals de llibertat i germanor va portar tant a l'escepticisme cap a la possibilitat d'aconseguir aquests ideals, com a renovats esforços per aconseguir-los. El nexe d'unió entre els autors d'aquesta generació va ser l'adherència a un estil particular més enllà de les seves pròpies veus, i les seves perspectives sovint crítiques del treball de generacions anteriors. Els modernistes també van iniciar el culte a l'artista i el període va veure el naixement del crític literari com a professió independent, com a aliat de l'artista, ajudant a tots dos a definir i presentar el seu treball al públic (František Xaver Šalda). Poetes importants de l'època es van inspirar en les obres i traduccions del poeta Jaroslav Vrchlický i inclouen, entre d'altres, Josef Svatopluk Machar, Antonín Sova, Otokar Březina i Karel Hlaváček; autors de prosa van ser Vilém Mrštík, Růžena Svobodová i Josef Karel Šlejhar.

## El segle XX
El canvi de segle va marcar un profund desplaçament de la literatura txeca —després de gairebé un segle de funcionament ple, la literatura es va alliberar finalment de la cotilla necessària per educar i servir a la nació i estendre la cultura txeca, convertint-se en literatura per l'art. L'orientació cap a França, Europa del Nord i Rússia es va intensificar i es van realitzar noves demandes al coneixement cultural dels autors i la seva audiència.
La nova generació de poetes es va distanciar tant dels neoromàntics com dels modernistes: liderats per S. K. Neumann, el seu treball es va centrar en la realitat concreta, lliure de tot pathos o simbolisme complex. Molts dels nous poetes, com Karel Prenen, Fráňa Šrámek, Viktor Dyk, František Gellner i Petr Bezruč, es van aliar amb l'anarquisme i el moviment feminista, encara que la influència d'aquests dos moviments va decaure al llarg de la dècada. En prosa, el treball de la generació modernista només estava arribant a la seva maduresa ara, però les diferents ones estilístiques que van afectar la seva prosa també són evidents en la nova generació — naturalisme en A. M Tilšchová; impressionisme en Šrámek, Gellner, Jiří Mahen, Jan Opolský i Rudolf Těsnohlídek); la Secessió de Viena en Růžena Svobodová i Jan Karásek.
Després d'aquesta rebel primera generació, la nova generació de poetes (Prenen, Neumann, Šrámek) es va tornar cap a la naturalesa i la vida en les seves obres. Aquesta dècada també va marcar la tornada d'autors catòlics, com Josef Florian, Jakub Deml, Jaroslav Durych o Josef Váchal, i la primera arribada de l'avantguardisme a la literatura txeca, buscant documentar els ràpids canvis en la societat i la modernització. El primer estil avantguardista va ser el neoclassicisme, que aviat va donar pas al cubisme, el futurisme i el civilisme, de S. K. Neumann i els joves germans Čapek.

### La I Guerra Mundial i el Període d'entreguerres

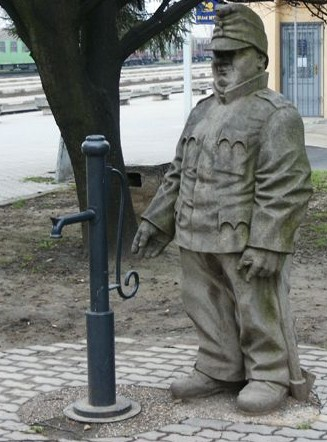
Estàtua d'El bon soldat Švejk de Jaroslav Hašek, una de les obres més conegudes de la literatura txeca.

La I Guerra Mundial va portar amb si una ona de repressió de la recentment emergent cultura txeca, la qual cosa va significar una volta al passat, als valors i història tradicionals txecs: els hussites i el despertar. La Guerra, no obstant això, també va precipitar una crisi de valors, de fe en el progrés, religió i creences, que va trobar sortida en l'expressionisme de Ladislav Klíma, Jakub Deml i Richard Weiner; el civilisme dels germans Čapek; i les visions d'una germanor universal de l'ésser humà en Ivan Olbracht, Karel Matěj Čapek Chod i F. X. Šalda.
El Període d'entreguerres, coincidint amb la Primera República Txeca, és un dels apogeus de la literatura en txec —el nou estat va portar amb si una pluralitat de pensaments, religió i filosofia que van conduir a una florida de la cultura i la literatura. El primer gran tema d'entreguerres va ser la guerra —la crueltat, violència i terror, però també les accions heroïquess de la Legió txeca, com es pot trobar en les obres de Rudolf Medek, Josef Kopta, František Langer i Jaroslav Hašek. Una nova generació de poetes va conduir de tornada a les avantguardes: poesia del cor, del primer Jiří Wolker i de Zdeněk Kalista i naïvisme dels germans Čapek, Josef Hora, Jaroslav Seifert i S. K. Neumann. No obstant això, l'avantguarda de seguida es va dividir entre els autors radicals proletaris socialistes i comunistes com Wolker, Seifert, Neumann, Karel Teige, Antonín Matěj Píša, Hora i Jindřich Hořejší, els catòlics, com Durych i Deml, i els centristes, com els germans Čapek, Dyk, Fischer, Šrámek, Langer i Jan Herben.
Un estil literari específicament txec, el poetisme, va ser desenvolupat pel grup Devětsil, al qual pertanyien Vítězslav Nezval, Jaroslav Seifert, Konstantin Biebl i Karel Teige. El grup argumentava que la poesia havia d'impregnar la vida diària, que la poesia era inseparable de la vida de cada dia, que tots som poetes. La prosa d'entreguerres es va distanciar àdhuc més de la prosa tradicional i unidimensional del segle anterior, a favor de múltiples perspectives, subjectivitat i narratives fracturades. La literatura utòpica i fantàstica va passar al primer pla amb Jan Weiss, Karel Čapek, Eduard Bass i Jiří Haussmann, així com els gèneres de prosa documental, que buscaven mostrar una imatge tan exacta com fos possible del món, així Karel Čapek, Egon Erwin Kisch, Jiří Weil, Rudolf Těsnohlídek, Eduard Bass, Jaromír John i Karel Poláček; prosa lírica i imaginativa que es va aliar amb la poesia poètica de l'època en Karel Konrád, Jaroslav Jan Paulík i Vladislav Vančura; i prosa de caràcter catòlic en Jaroslav Durych, Jan Čep i Jakub Deml. El teatre de l'època també va seguir la mateixa evolució estilística que la poesia i la prosa —expressionisme, seguit d'una volta al teatre realista i civil, com per exemple en František Langer i Karel Čapek. Junt amb l'avantguardes en poesia, l'avantguarda del teatre també va florir, centrant-se a eliminar barreres entre actors i audiència, trencant la il·lusió d'unitat de l'obra teatral, com ho van fer Osvobozené Divadlo, Jiří Voskovec i Jan Werich.
Després de l'embriagador optimisme de la dècada de 1920, la dècada següent va portar la crisi econòmica, que va contribuir a estimular la crisi política: tant l'esquerra (comunista), com la dreta (antialemanya i feixista), es van radicalitzar, amenaçant l'estabilitat democràtica. La reacció dels autors de l'època va ser el centrar-se en assumptes públics i l'espiritualitat: el catolicisme va guanyar importància amb els autors Kalista, Karel Schulz, Hales, Vančura i Durych. Els canvis es van fer evidents primer en la poesia: la nova generació de poetes, amb Bohuslav Reynek, Vilém Závada, František Hales, Vladimír Holan i Jan Zahradníček, van començar com poetistes, però després mostra un treball molt més fosc, ple d'imatges de mort i por. L'antiga avantguarda, Teige i Nezval, també es va allunyar del poetisme, apropant-se al surrealisme, i un tercer grup, amb Hora, Seifert i František Hrubín, es van tornar a la poesia *liricista, tranquil·la, omple de records. La prosa, després d'anys de periodisme realista, es va tornar cap a l'èpica, les novel·les existencials i perspectives subjectives. Van aparèixer les balades inspirades en el folklore, en Josef Čapek, K. Čapek, Vančura i Ivan Olbracht; les novel·les de tema social, en Olbracht, Vančura, Poláček, Marie Majerová i Marie Pujmanová; i les novel·les psicològiques, en Jarmila Glazarová, Egon Hostovský i Jaroslav Havlíček. Durant aquest període Karel Čapek va escriure les seves obres de teatre més conegudes i carregades políticament en resposta al sorgiment de les dictadures feixistes. Després dels Acords de Múnic en 1938, la literatura va reflectir de nou el present polític i va cridar a la solidaritat nacional i a la volta al passat.

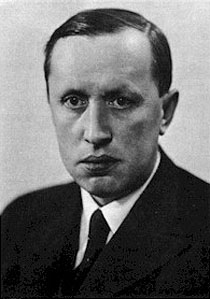
Karel Čapek
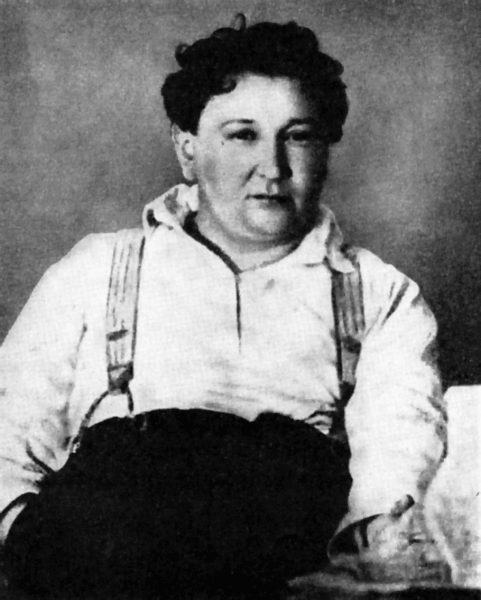
Jaroslav Hašek
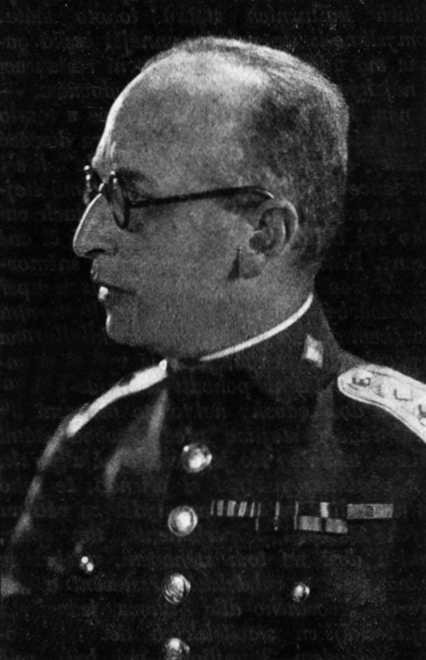
František Langer
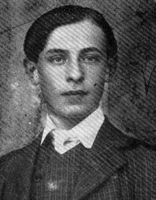
Vladislav Vančura
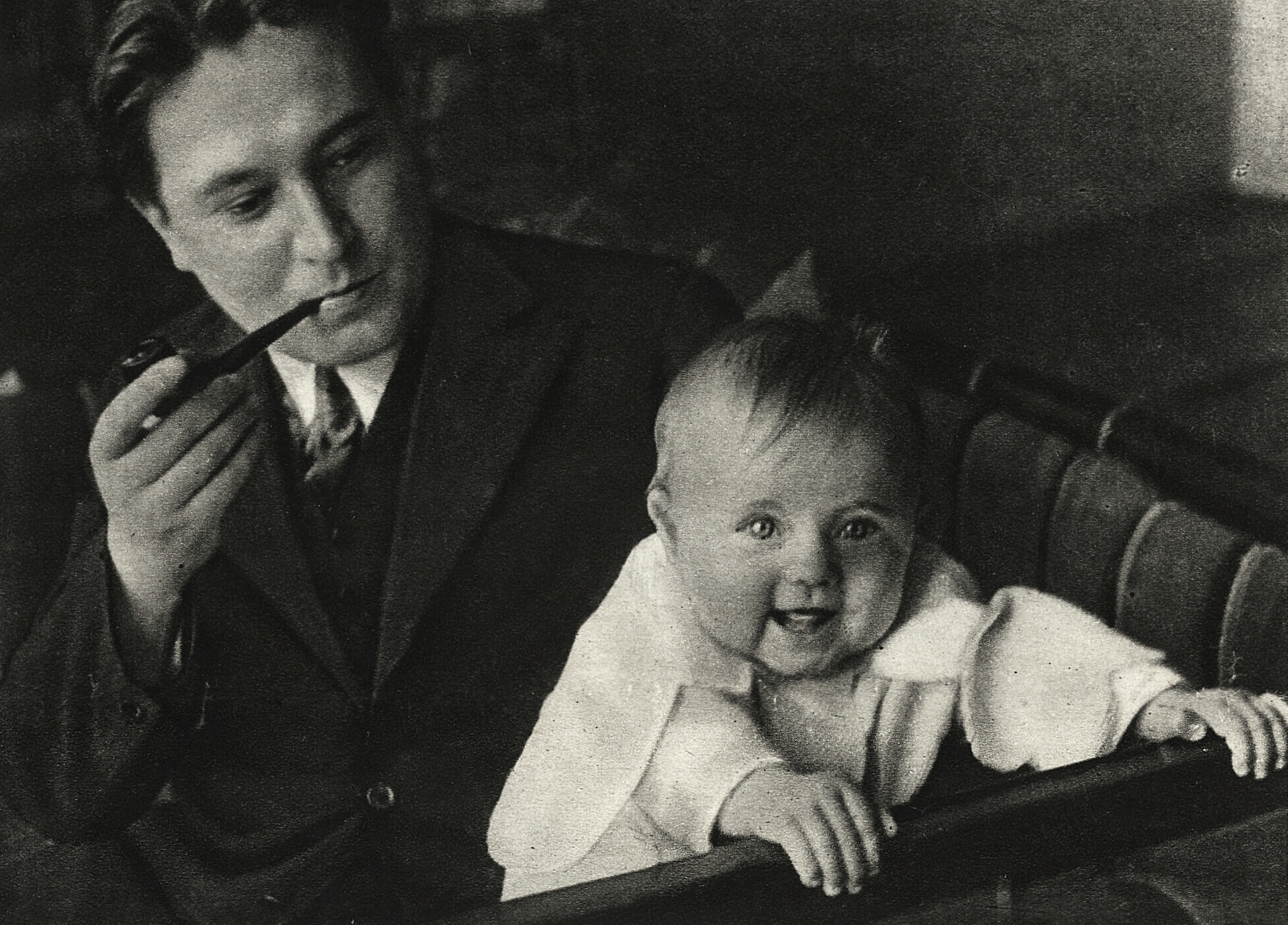
Jaroslav Seifert
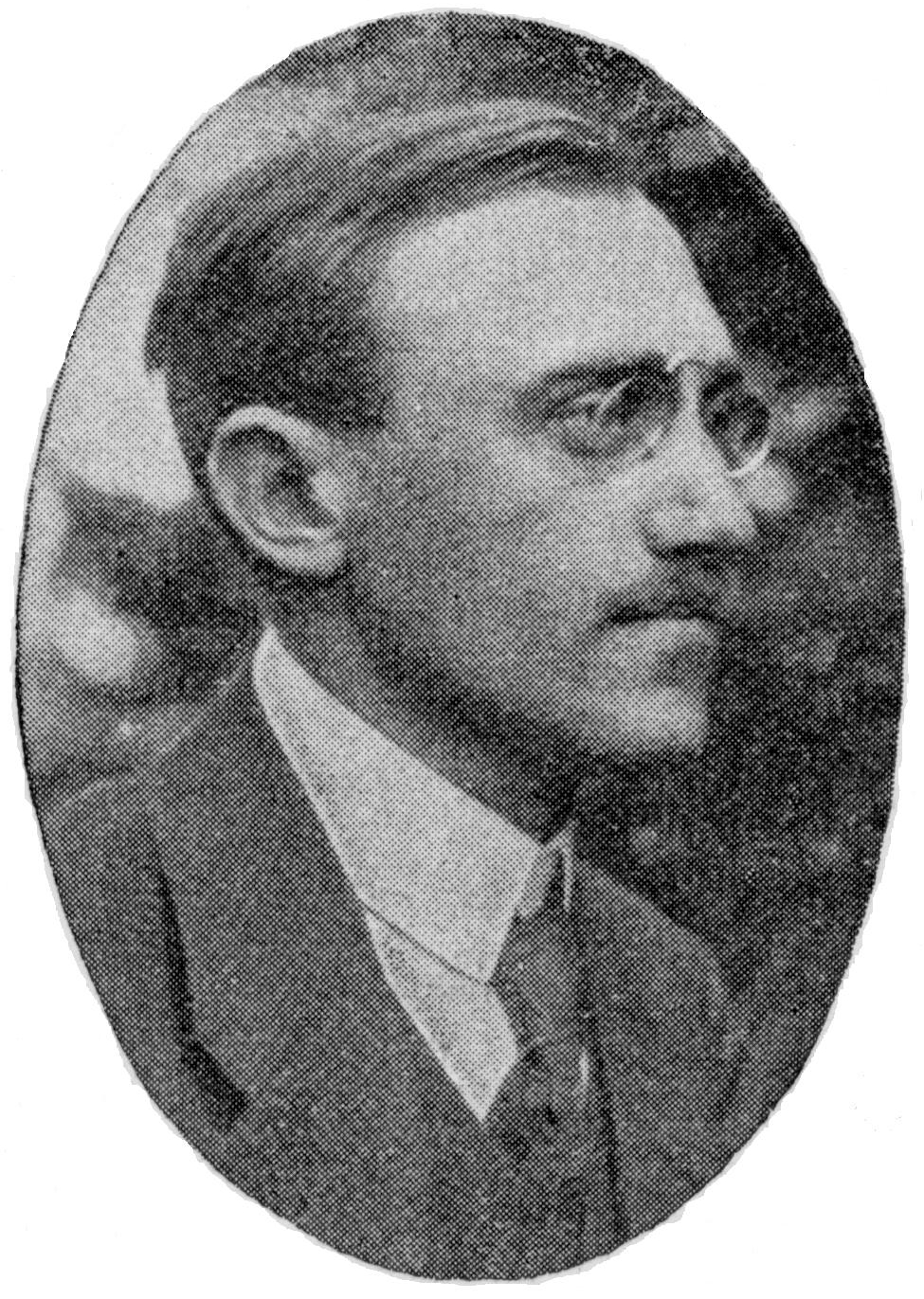
Josef Hora

### La II Guerra Mundial
El protectorat alemany i la II Guerra Mundial van deixar les seves marques en la literatura txeca —molts dels autors de les generacions d'entreguerres no van sobreviure o van haver d'exiliar-se. Entre 1938 i 1940 la societat va seguir sent relativament lliure, però en 1941 la majoria dels periòdics, revistes i editorials van ser tancades i els autors silenciats. La II Guerra Mundial va marcar l'origen del triple camí seguit per la literatura, continuada al llarg del règim socialista fins a 1989: edicions domèstiques, domèstiques il·legals i literatura de l'exili.
Com a resultat de la Guerra, totes les formes de literatura es van centrar encara més en la tradició i la història: la poesia es va fer més apagada i es va posar més èmfasi en el llenguatge com a expressió de la identitat nacional (Hora, Hales, Seifert, Nezval) i en els valors espirituals i religiosos (Hrubín, Závada, Zahradníček, Holan). El mateix va ocórrer en prosa: van desaparèixer les obres experimentals d'entreguerres, però va romandre la novel·la social i psicològica de Václav Řezáč, Vladimír Neff i Miloš Václav Kratochvíl. La novel·la històrica va tenir un nou ressorgir amb Kratochvíl, Vančura, Durych i Schulz, com una forma d'escriure sobre el present disfressant-ho en el passat, igual que ho va fer la prosa inspirada en contes i cultura popular de Josef Štefan Kubín, Jan Drda, Vančura, Jaromír John i Zdeněk Jirotka. La generació d'autors que van debutar durant la Guerra i pòsit després, com Jiří Orten i el Grup 42, compartien similars experiències esquinçadores de la guerra; les seves obres mostren el distintiu de la tragèdia, el pensament existencialista i se centren en la persona com un ser aïllat.

### Comunisme, Txecoslovàquia i la Primavera de Praga
La literatura en txec de la postguerra està íntimament entrellaçada a l'estat polític de Txecoslovàquia; igual que durant la Guerra, la literatura es va dividir en tres branques principals: les publicacions nacionals, les nacionals il·legals i la literatura de l'exili. La literatura es va convertir sota el règim comunista en un refugi de la llibertat i la democràcia, i les obres literàries i autors van ser apreciats no només pel seu mèrit literari, sinó també per la seva lluita contra el règim. Així, la literatura de tot el període de postguerra va rebre molta atenció, malgrat la seva posició sovint precària. No obstant això, durant els tres primers anys després de la Guerra (1945-48), la literatura va mantenir un cert grau de llibertat, encara que l'enfortiment de l'extrema esquerra gradualment va expulsar de l'esfera pública primer els autors catòlics, com Deml, Durych, Čep, Zahradníček, i després els comunistes moderats.
1948 va portar la victòria final del comunisme i el subseqüent fi de les llibertats civils —qualsevol literatura contrària al punt de vista oficial era prohibida i els autors perseguits. L'estil literari oficial va ser el realisme socialista i totes les tendències avantguardistes van ser suprimides. Molts autors van ser a l'exili —a Alemanya, els Estats Units o la Santa Seu. Dels quals es van quedar, molts van decidir escriure en secret i les seves obres van romandre sense publicar, com en el cas dels surrealistes Zbyněk Havlíček, Karel Hynek), Holan, Zahradníček, Jiří Kolář, Josef Jedličca, Jan Hanč, Jiřina Hauková, Josef Škvorecký, Egon Bondy, Jan Zábrana i Bohumil Hrabal. La majoria de les seves obres van ser publicades en les dècades entre 1960 i 1990.
Només a la fi de la dècada de 1950 va començar a suavitzar-se el ferri control de la censura —es va permetre de nou publicar a alguns poetes, com Hrubín, Oldřich Mikulášek, Jan Skácel i es va formar un nou grup literari al voltant de la revista Květen, amb l'objectiu de trencar l'imperi del realisme socialista, amb els autors Miroslav Holub, Karel Šiktanc i Jiří Šotola. La prosa es va quedar enrere durant la majoria d'aquest període, amb l'excepció d'Edvard Valenta i Josef Škvorecký. Obres curtes, com les històries curtes van tornar a ser populars.
La dècada de 1960 va portar el començament dels intents de reforma del Partit Comunista, la consegüent liberalització de la literatura i l'increment del prestigi dels autors. Començant en 1964, la literatura va començar a ampliar el seu àmbit més enllà de l'estil aprovat oficialment. En poesia, el liricisme íntim es va fer popular (Vladimír Holan), així com la poesia èpica (Karel Šiktanc, Hrubín) i el realisme del Grup 42. En prosa, nous autors van abandonar la polèmica sobre el socialisme i en el seu lloc es van tornar cap a la moralitat personal i cívica, com Jan Trefulka, Milan Kundera i Ivan Klíma, i el tema de la guerra i l'ocupació, com Jiří Weil i Arnošt Lustig, especialment la destinació dels jueus. Bohumil Hrabal es va convertir en el més prominent dels autors de prosa, amb les seves obres plenes de col·loquialismes, les seves estructures narratives no tradicionals i l'absència d'un marc moral oficial. Cap a finals de la dècada, novel·les de la desil·lusió, l'escepticisme, la necessitat de trobar el seu lloc al món i història van començar a aparèixer sota la mà de Vaculík, M. Kundera i Hrubín, igual que novel·les històriques modernes amb Oldřich Daněk, Jiří Šotola, Vladimír Korner i Ota Filip. La dècada també va portar el debut d'una nova generació d'autors que van créixer durant els excesos de l'estalinisme i, per tant, no tenien ideals sobre mons utòpics —les seves obres no tractaven sobre canviar el món, sinó sobre viure en ell: autenticitat i responsabilitat, tant moral com literària. Aquests autors inclouen als poetes Jiří Gruša, Josef Hanzlík, Antonín Brousek i Jiří Kuběna i els dramaturgs Ivan Vyskočil, Jiří Šlitr, Václav Havel, Milan Uhde i Josef Topol. La fi dels anys de reformes va veure una volta als experiments: el surrealisme de Milan Nápravník i Vratislav Effenberger, la poesia nonsense d'Emanuel Frynt, la poesia abstracta i dada de Ladislav Novák, la prosa realista sorrenca de Jan Hanč i Vladimír Páral i la fantasia adornada i plena de símbols de Věra Linhartová. L'era de la llibertat literària i els experiments va arribar al seu apogeu amb la Primavera de Praga en 1968 i va finalitzar abruptament aquest mateix estiu amb la invasió soviètica i la consegüent «normalització».
La «normalització» reinstaurà la severa censura de la dècada de 1950, va tancar la majoria de les revistes literàries i periòdics, i va silenciar als autors que no es van adaptar. Més que mai, la literatura va mantenir la seva divisió en legal, il·legal i exili. Molts autors van fugir als EUA i Canadà (Škvorecký), Alemanya (Peroutka) o França (M. Kundera), però en general no els va anar molt millor que als seus contemporanis a Txecoslovàquia, principalment a causa de la falta de públic lector. Les seves obres van començar a conèixer-se millor només a través de traduccions. Les obres d'autors experimentals i avantguardistes que publicaven com a autors «oficials», en general, foren de menor qualitat, conformant-se al dogma oficial, encara que en comparació de la dècada de 1950, la literatura era menys rígida, menys encartonada. En els límits entre la literatura oficial i no oficial es trobaven els autors de novel·les històriques com Korner i Karel Michal, així com Bohumil Hrabal i Ota Pavel. A Seifert, Mikulášek i Skácel se'ls va prohibir la publicació; les seves obres van ser publicades com samizdat, en petites premses clandestines que publicaven a mà gran part de les obres d'autors il·legals. Ludvík Vaculík, Jan Vladislav, Václav Havel i Jan Lopatka van organitzar les majors editorials samizdat. Molts d'aquests autors il·legals van signar la Carta 77 i van ser empresonats per això. La literatura samizdat va tornar de nou al catolicisme, a les memòries i diaris de la vida diària, com en el cas de Vaculík. Memòria i història eren també dos dels principals motius de la literatura samizdat, per exemple en Karel Šiktanc i Jiřina Hauková, així com testimoniatges brutalment honests i reals de la vida diària, com els d'Ivan Martin Jirous.
La nova generació de la dècada de 1980 va estar marcada per la necessitat de rebel·lar-se, d'actuar fora dels límits de la societat —la seva obra beu de la generació de la Guerra (Grup 42) i és sovint brutal, agressiva i vulgar, com per exemple Jáchym Topol, Petr Placák o Zuzana Brabcová; el postmodernisme també va influenciar la literatura com un tot, com mostren les obres de Jiří Kratochvil i Daniela Hodrová.

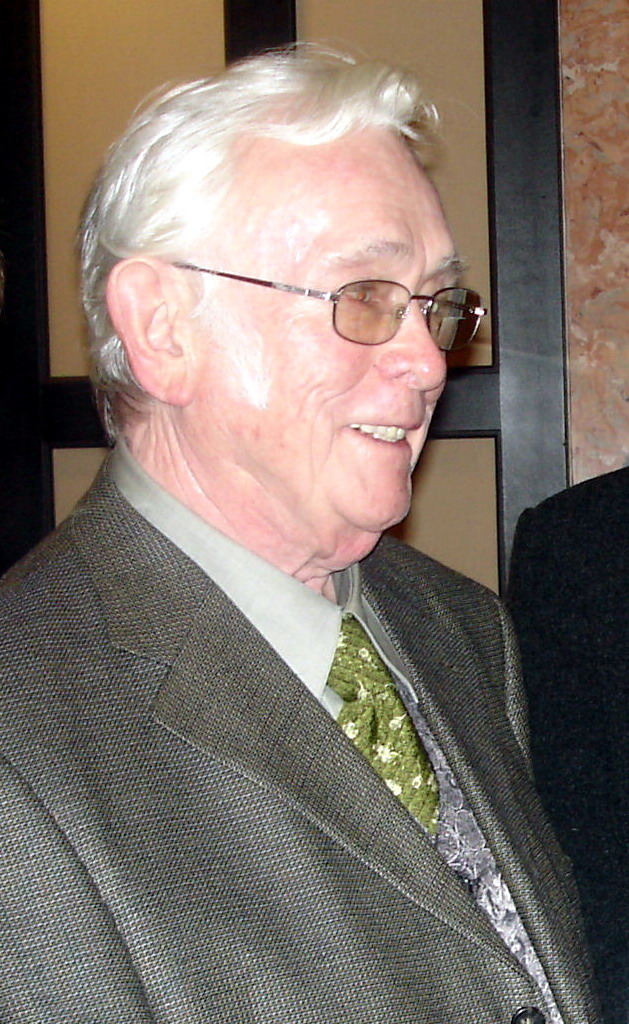
Josef Škvorecký
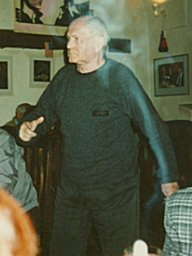
Bohumir Hrabal
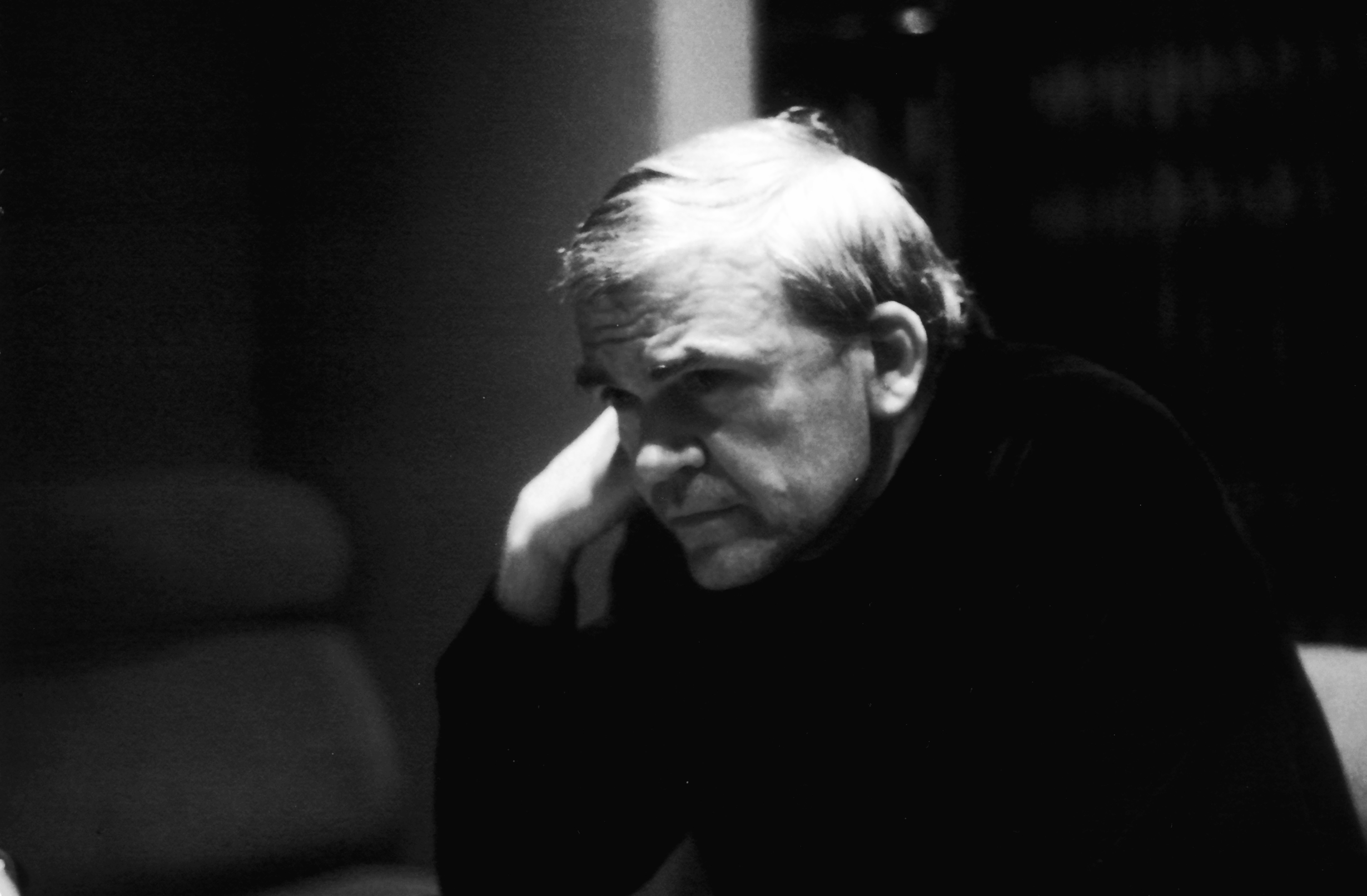
Milan Kundera
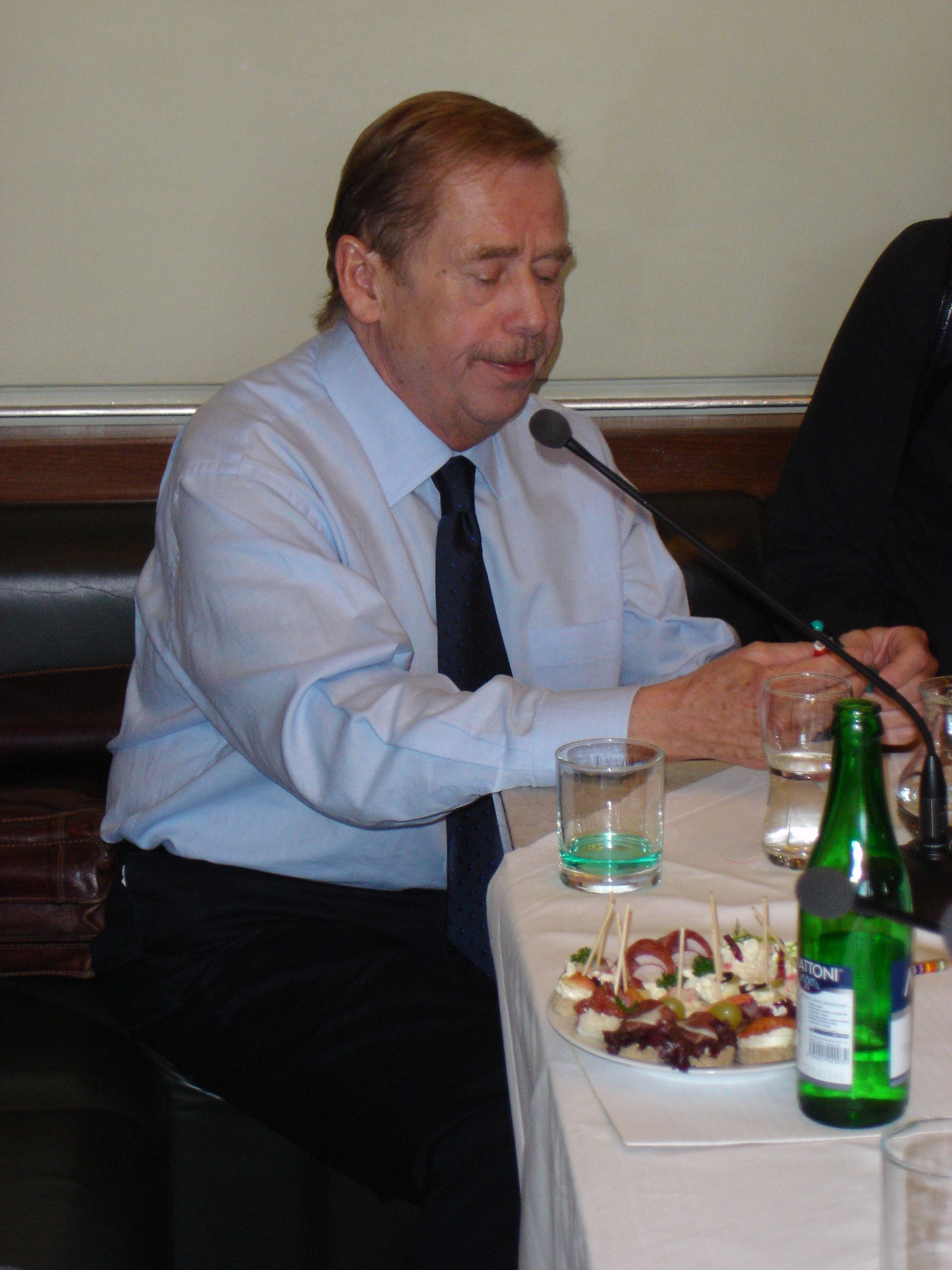
Václav Havel
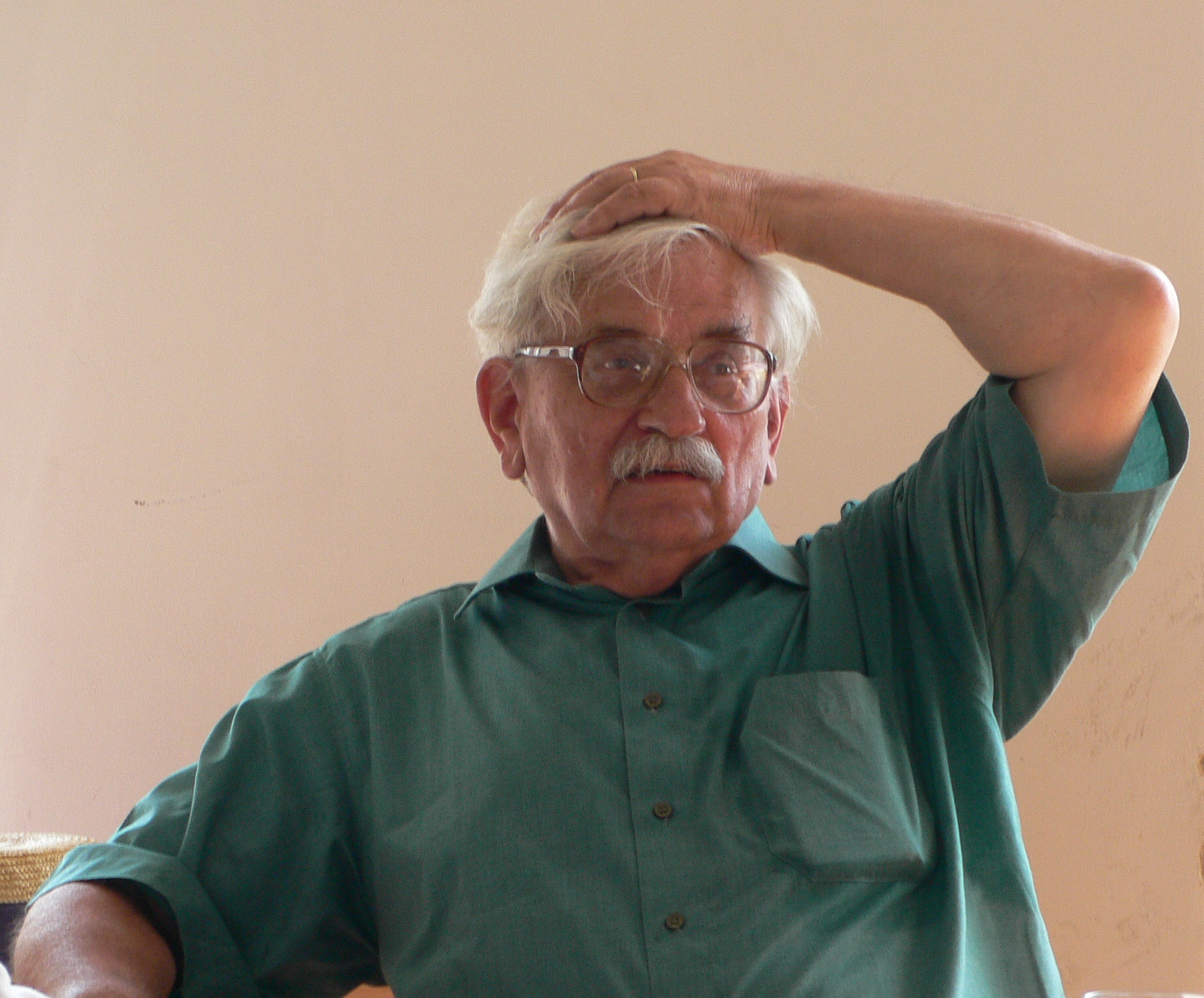
Ludvik Vaculík
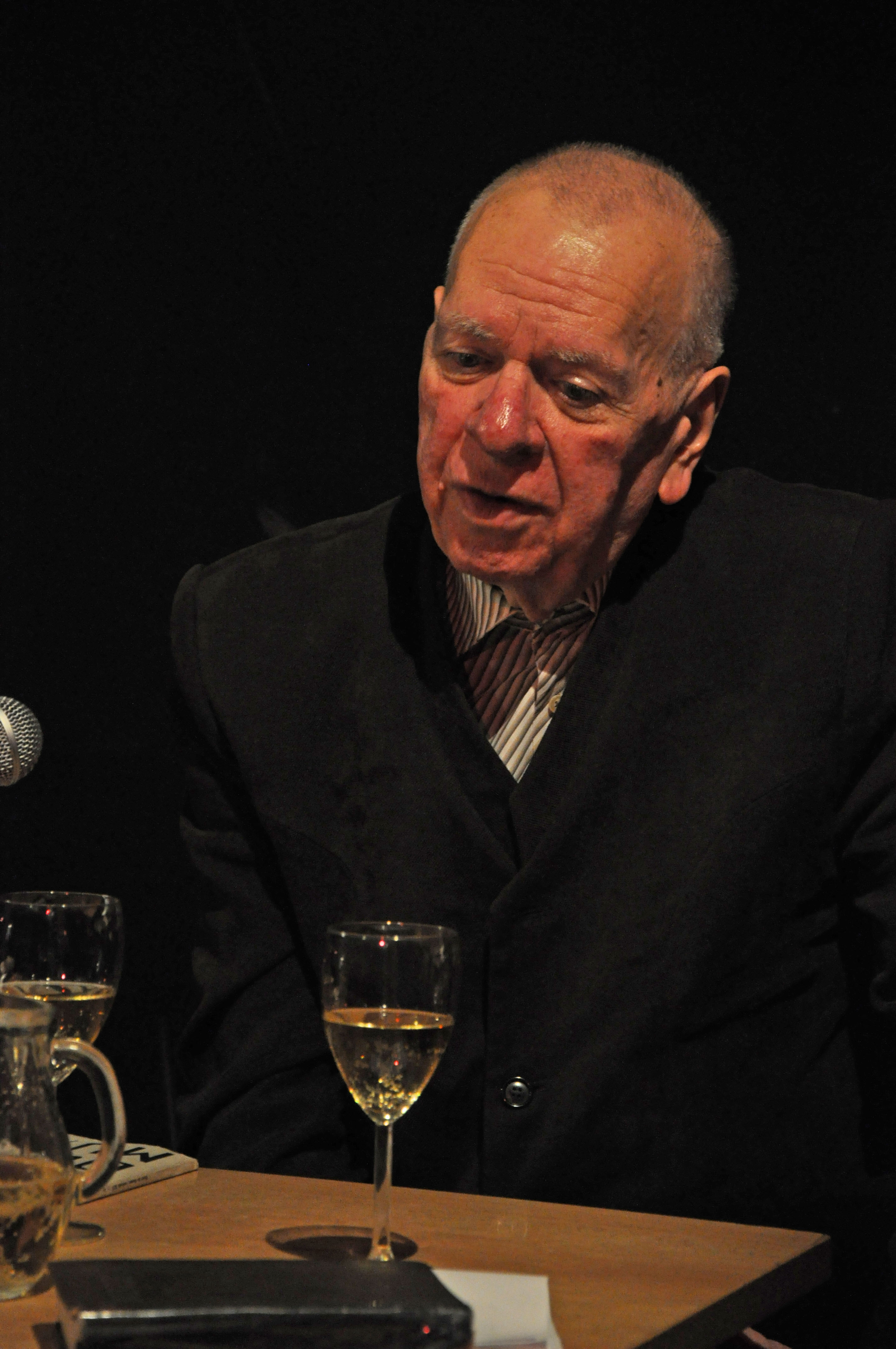
Milan Uhde
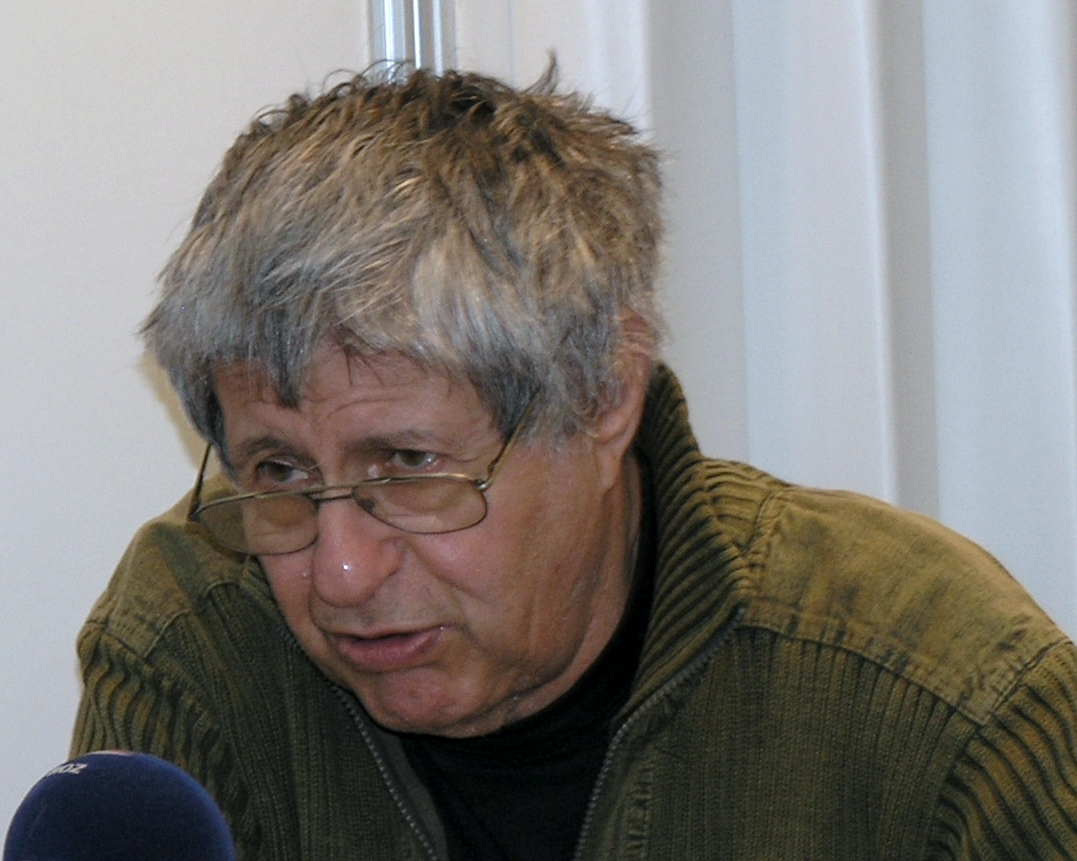
Ivan Klíma
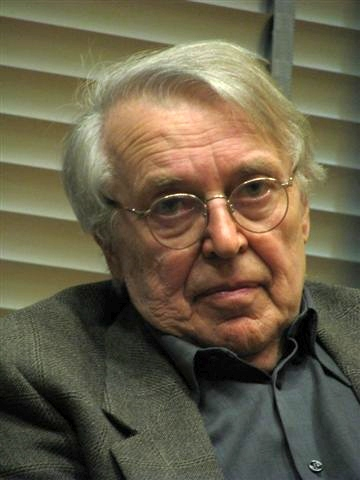
Pavel Kohout
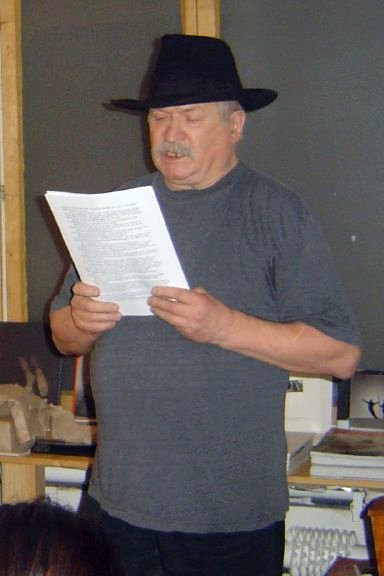
Ivan Martin Jirous
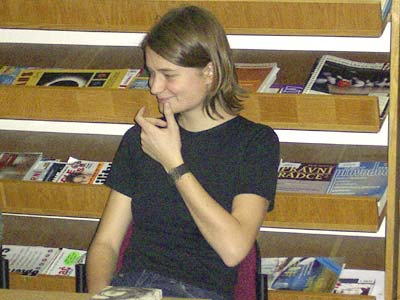
Petra Hůlová

### Postcomunisme i República Txeca
La caiguda del comunisme en 1989 marcà una altra ruptura en la literatura en txec —van tornar la pluralitat i la llibertat. Les obres de molts autors il·legals i en l'exili durant el règim comunista van ser publicats per primera vegada, com per exemple les obres de Jan Křesadlo i Ivan Blatný, i molts d'ells van tornar a la vida pública i a publicar. Encara que alguns crítics diuen que la literatura contemporània txeca (des de 1989) està relativament marginalitzada respecte al cinema, escriptors com Ivan Jirous, Jachým Topol i Petra Hůlová són figures públiques i venen bé llibres en grans quantitats. La poesia contemporània en txec pot presumir d'un poeta de nivell europeu en Petr Borkovec.
Autors contemporanis que cal destacar són Michal Viewegh, Emil Hakl, Jan Balabán, Michal Ajvaz, Sylvie Richterová, Michal Šanda, Jaroslav Rudiš, Jaroslav Velinský, Pavel Řezníček i Milan Kundera.